# Джохор Дарул Тазім
Футбольний клуб «Джохор Дарул Тазім» або просто «Джохор Дарул Тазім» малай. Kelab Bola Sepak Johor Darul Ta'zim — малайзійський футбольний клуб з міста Джохор-Бару, який виступає в Малайзійській Суперлізі.

## Досягнення
- Малайзійська Суперліга:
  -  Чемпіон (11): 2014, 2015, 2016, 2017, 2018, 2019, 2020, 2021, 2022, 2023, 2024-25

- Малайзійська Прем'єр-ліга:
  -  Чемпіон (1): 2001

- Кубок Малайзії ФАМ: (формально — кубок, фактично — третя футбольна ліга)
  -  Чемпіон (1): 1994 та 1995
  -  Фіналіст (1): 1996

- Кубок Футбольної асоціації Малайзії:
  -  Переможець (4): 2016, 2022, 2023, 2024

- Кубок Малайзії:
  -  Переможець (5): 2017, 2019, 2022, 2023, 2024-25

- Суперкубок Малайзії:
  -  Переможець (10): 2015, 2016, 2018, 2019, 2020, 2021, 2022, 2023, 2024, 2025
  -  Фіналіст (1): 2017

- Кубок Султана Хаджи Ахмада Шаха:
  -  Володар (2): 2015, 2016

- Кубок АФК:
  -  Володар (1): 2015